# Lieferungsbedingungen
Lieferungsbedingungen (oder Lieferbedingungen, Verkaufsbedingungen) sind Allgemeine Geschäftsbedingungen, die die Lieferanten bei Geschäften mit ihren Kunden zugrunde legen.

## Allgemeines
Lieferungsbedingungen entstanden aus Verhandlungen zwischen den Spitzenverbänden der Industrie und des Handels, so dass sie im Regelfall in einer Branche einheitlich sind. Sie werden als Allgemeine Geschäftsbedingungen im Rahmen des Kaufvertrags vereinbart. Sie regeln die Pflichten von Verkäufer und Käufer im Zusammenhang mit der Lieferung, vor allem die Verteilung der Kosten und den Gefahrübergang des Kaufgegenstands. Ist der Käufer Verbraucher, gelten die Lieferungsbedingungen im Regelfall als Allgemeine Geschäftsbedingungen, denn sie sind für eine Vielzahl von Verträgen vorformulierte Vertragsbedingungen, die der Lieferant seinen Kunden bei Vertragsabschluss stellt (§ 305 Abs. 1 BGB). Dann wird der Verbraucher als Kunde durch das AGB-Recht des BGB geschützt, so dass insbesondere den Verbraucher überraschende oder mehrdeutige Klauseln (§ 305c BGB) und ihn unangemessen benachteiligende Klauseln (§ 307 Abs. 1 BGB) unwirksam sind und alle Lieferungsbedingungen einer gerichtlichen Inhaltskontrolle unterliegen. Verbotene Klauseln sind in den § 308 und § 309 BGB abschließend aufgezählt. Von unabdingbaren gesetzlichen Regelungen darf bei Lieferungsbedingungen nicht zu Lasten des Verbrauchers abgewichen werden. 
Zahlungsbedingungen regeln dagegen die mit der Zahlungspflicht des Käufers verbundenen Zahlungsmodalitäten.  

## Arten
Im Kaufvertrag kann der Verkäufer mit dem Käufer einen Eigentumsvorbehalt beim Lieferantenkredit, Zahlungsziel, Lieferzeit, Lieferqualität, etwaige Kommissionierung, Transportart, die Kosten- (Berechnung von Verpackung, Fracht, Versicherung sowie Transportkosten) und Gefahrenverteilung (Gefahrübergang) sowie Umtauschmöglichkeiten des Kaufobjekts regeln. Erfolgt beispielsweise eine Lieferung mit der Handelsklausel „frei Haus“, dann übernimmt der Verkäufer der Waren die Transportkosten; ist die Lieferung „unfrei“, muss der Käufer sämtliche Lieferkosten ab der Versandstation übernehmen. Eine weitere allgemein angewandte Lieferungsbedingung ist „ab Werk“, bei der der Käufer alle Versandkosten zu tragen hat.
Werden keine besonderen Lieferbedingungen vereinbart, gelten die gesetzlichen Regelungen, wonach Warenschulden als Holschulden gelten. Denn Leistungsort ist nach § 269 BGB der Geschäftssitz des Verkäufers. Führt der Verkäufer dann die Versendung der Waren im Auftrag des Käufers aus, liegen Schickschulden vor, so dass Warenschulden im Handelsverkehr im Zweifel Schickschulden sind.

## Wettbewerbsfaktor
Als Mittel im Wettbewerb, um die eigene Marktposition zu sichern oder verbessern, dienen unter anderem Preis, Produktqualität, Kundendienst oder Liefer- und Zahlungsbedingungen. Lieferungs- und Zahlungsbedingungen gehören zum Leistungswettbewerb und können ebenfalls wie Preis und Qualität die Kaufentscheidung von Marktteilnehmern beeinflussen. Sie sind deshalb Instrumente des Marketing und der Absatzfinanzierung. Lieferungsbedingungen können die Kundenbindung fördern, insbesondere bei Dauerschuldverhältnissen. Kundenfreundliche Lieferungs- und Zahlungsbedingungen können den Status der Laufkundschaft in Stammkunden verwandeln.

## International
Im Außenhandel übliche Lieferungsbedingungen sind die Incoterms. Sie berücksichtigen als Handelsbrauch das international bedeutendere Transportproblem und die Dokumentation der Lieferung durch Traditionspapiere, die als gekorene Orderpapiere die Ware repräsentieren. Die 2010 neu gefassten Incoterms umfassen 11 Lieferungsbedingungen und unterliegen ebenfalls der Inhaltskontrolle.